# Cedar Springs (Géorgie)
Cedar Springs est une census-designated place située dans le comté d'Early, dans l’État de Géorgie, aux États-Unis. Lors du recensement de 2020, elle comptait 75 habitants.